# Phan Thanh
Phan Thanh (1 tháng 6 năm 1908 – 1 tháng 5 năm 1939) là một chính khách kiêm nhà báo người Việt Nam. Ông là đảng viên Đảng Xã hội Pháp (S.F.I.O), dân biểu của Viện Dân biểu Trung Kỳ, thành viên Đại hội đồng Kinh tế Tài chính Đông Dương và thành viên của Hội đồng thành phố Hà Nội.

## Gia thế
Phan Thanh sinh ngày 1 tháng 6 năm 1908 tại làng Bảo An, tổng Đa Hòa, phủ Điện Bàn, tỉnh Quảng Nam (nay thuộc xã Điện Quang, huyện Điện Bàn, tỉnh Quảng Nam). Đây là một làng nhỏ bên bờ sông Thu Bồn, cách Đà Nẵng gần 40 km về phía nam, là một trong 24 làng cũ thuộc vùng Gò Nổi.
Phan Thanh là thành viên trong gia tộc họ Phan, phái nhì, đời thứ 13, cùng đời với Phan Thành Tài. Ông nội ông là Cử nhân Phan Khắc Nhu, cha là nhà Nho Phan Định (1868–1929) (thường gọi Biện Chín), bác ruột là Phó bảng Phan Trân (cha của nhà văn Phan Khôi). Mẹ ông là Lê Thị Tiếu, con gái của Cử nhân Lê Đăng Cung; cậu là học giả Sở Cuồng Lê Dư.
Ông bà Phan Định có 12 người con, 7 trai, 5 gái. Phan Thanh là người con trai thứ ba trong năm anh em trai (ngoài hai người anh trai đã mất khi còn bé). Cả năm anh em đều từng tham gia hoạt động cách mạng, hai anh Phan Hạnh và Phan Nhụy từng tham gia cuộc khởi nghĩa Duy Tân. Em trai ông là Phan Bôi, tức Hoàng Hữu Nam (1911–1947) cũng là một nhà hoạt động cách mạng, đảng viên Đảng Cộng sản Đông Dương từ năm 1930, sau này trở thành Đại biểu Quốc hội khóa I và Thứ trưởng Bộ Nội vụ của Việt Nam Dân chủ Cộng hòa.

## Tuổi thơ và giáo dục
Năm 7 tuổi, Phan Thanh được gia đình cho vào học lớp Đồng ấu tại quê. Sau khi tốt nghiệp sơ học yếu lược, ông tiếp tục được cho lên thị xã Hội An để học tiếp. Tốt nghiệp loại xuất sắc và nhận bằng Tiểu học Pháp – Việt, ông thi đỗ vào trường Quốc học Huế và tốt nghiệp Quốc học vào năm 1926. Thời gian này, Phan Thanh quan tâm và cộng tác với những tờ báo như "La Cloche Fêlée" của Nguyễn An Ninh và tờ "L'Annam" của Phan Văn Trường xuất bản ở Sài Gòn.
Sau khi nhận bằng Cao đẳng Tiểu học Pháp – Việt và chứng chỉ về sư phạm, ông không tiếp tục theo học lấy bằng Tú tài do hoàn cảnh gia đình không cho phép. Ông tự học tiếng Pháp và có khả năng nói, viết tiếng Pháp rất giỏi. Năm 1927, Phan Thanh được bổ nhiệm làm trợ lý giáo học tại một trường tiểu học ở châu Ngọc Lặc, Thanh Hóa. Dù vậy, ông vẫn tiếp tục có quan hệ thư từ với báo chí Sài Gòn và Phan Bôi. Vài tháng sau, sau khi tại trường nổ ra một cuộc bãi khóa của học sinh, Phan Thanh bị nghi ngờ có liên quan và bị cách chức theo lệnh của Khâm sứ Trung Kỳ. Thất nghiệp, ông trở về quê nhà.
Về Bảo An, năm 1928, Phan Thanh kết hôn với Lê Thị Xuyến, một cô giáo, trước là nữ sinh trường Đồng Khánh (Huế), đã từng có hẹn ước trước đó ông. Sau khi ông bị cách chức, gia đình Lê Thị Xuyến muốn đổi ý, tuy nhiên lại được sự thuyết phục của Phan Khôi, anh họ Phan Thanh, nên cuối cùng đã đồng thuận. Sau khi kết hôn, bà Xuyến trở về dạy ở Đồng Khánh, chuẩn bị sinh đứa con đầu lòng, riêng Phan Thanh quyết định ra Hà Nội lập nghiệp. Ông ra Hà Nội vào cùng năm, lúc đó mới đầy 20 tuổi.
Năm 1929, cha của Phan Thanh là Phan Định qua đời, ông từ Hà Nội trở về chịu tang.

## Dạy học tại Hà Nội
Ra Hà Nội, Phan Thanh chọn nghề giáo viên trường tư, dạy tiếng Pháp và văn học Pháp. Ông được vợ chồng người em họ là Lê Hằng Phương – Vũ Ngọc Phan giúp đỡ cho ở trong nhà riêng và được giới thiệu dạy lớp Pháp văn buổi tối cho một trường tư. Ban ngày, ông dạy học ở Trường Tiểu học Thăng Long ở phố Takou (phố Hàng Cót) do Phạm Hữu Ninh làm hiệu trưởng. Cuối năm 1930, ông được giới thiệu gặp gỡ Bailet, hiệu trưởng Trường Gia Long ở phố Phủ Doãn, và được mời về dạy ở trường. Dạy được 2 năm, Thanh tra Nhà nước phát hiện Phan Thanh đã từng bị thải hồi vì hoạt động chính trị, nên đã thu lại tất cả giấy phép dạy học của ông. Được sự giúp đỡ của Bailet, ông tránh khỏi việc bị thất nghiệp, nhưng chỉ được dạy Pháp văn tại trường Gia Long.
Năm 1932, ông đoàn tụ với vợ và người con trai Phan Vịnh (người con cả Phan Tìm đã qua đời). Vợ chồng ông chuyển ra thuê nhà ở phố Hàng Điều. Về sau gia đình ông về ở cùng nhà với gia đình nhà giáo Đặng Thai Mai ở phố Phạm Phú Thứ, rồi chuyển đến 165 Henri d'Orleans (phố Phùng Hưng hiện nay) là nơi ông ở cho đến khi qua đời.
Năm 1934, sau khi được Văn phòng thống sứ Bắc Kỳ cho phép trở lại dạy trường tư, Phan Thanh chuyển về dạy lại tại Trường Thăng Long của Phạm Hữu Ninh, cùng một số giáo sư của Gia Long khác như Tôn Thất Bình, Nguyễn Dương, Hoàng Minh Giám, Đặng Thai Mai. Sau khi về trường, ông cùng các đồng nghiệp cùng nhau thành lập Hội mở mang nền giáo dục tư thục ("Association pour le développement de l'enseignement libre", ADEL) gồm 8 thành viên. Hội đã mời Nguyễn Bá Húc làm hiệu trưởng,[a] đồng thời quyết định nâng cấp trường Tiểu học Thăng Long lên trường trung học. Tháng 9 năm 1935, Trường Trung học Tư thục Thăng Long khai giảng khóa học đầu tiên tại Ngõ Trạm, từ đó trong vòng 10 năm đã trở thành một trong những trung tâm chính của phong trào vận động trí thức, thanh niên và học sinh Hà Nội.

## Hoạt động báo chí
Ngay từ khi còn học ở trường Quốc học, Phan Thanh đã say mê tìm đọc báo "La Cloche Fêlée" (Tiếng chuông rè) của Nguyễn An Ninh ở Sài Gòn, tiếp đó là tờ "L'Annam" (Nước Nam) của Phan Văn Trường. Ông sớm trở thành cộng tác viên của "L'Annam" với bút hiệu Trạc Anh. Cái tên Trạc Anh, theo bức thư Phan Thanh gửi cho Phan Nhụy, xuất phát từ câu "thanh tư trạc anh, trượt tư trạc túc", có nghĩa là "nước trong giặt giải mão, nước đục để rửa chân".
Theo Phan Vịnh, hiện tại ông chỉ sưu tầm được ít nhất 2 bài báo ký tên Trạc Anh (hay Trac Anh). Bài thứ nhất, "Que singulier réginme dans un collège?" (Một chế độ lạ lùng trong một trường trung học), viết về sự thay đổi tính cách của Bourotte khi từ một nhà giáo trở thành Giám đốc Trường Quốc học Huế, được đăng trên "L'Annam" năm 1926, khi ông mới 17 tuổi. Bài thứ hai, "Entrevien avec un fracais nouvellement débargué" (Nói chuyện với một người Pháp vừa cập bến), đăng trên "L'Annam" năm 1927, kể về cuộc đối thoại giữa Phan Thanh và một người Pháp tình cờ gặp nhau khi vừa mới đến Việt Nam. Người Pháp này tự hào về "sứ mạng khai hóa văn minh" của nước Pháp đối với Việt Nam, và ngược lại, Phan Thanh lại dùng lý lẽ của mình để tố cáo nó: "Lúc nào đó, đấy là thái độ của Mahatma Gandhi đối với nước Anh, và hiện nay đó là thái độ của chúng tôi đối với nước Pháp. Còn điều mà chúng tôi chống lại thì đó là sự áp bức và độc đoán."
Bên cạnh đó, còn có ít nhất 25 bài báo ký tên Phan Thanh, được đăng trên "L'écho Annamite" của Nguyễn Phan Long xuất bản tại Sài Gòn. Các bài này đăng rải rác từ những năm 1924–1930 (tập trung vào 2 năm 1924–1925), đề cập đến nhiều lĩnh vực kinh tế, chính trị, văn hóa, xã hội, đặc biệt là những việc ở Nam Kỳ. Phan Vịnh cho rằng, tác giả của những bài báo này chưa chắc là Phan Thanh vì khi đó ông chỉ mới 15–16 tuổi, và cũng chưa có gì cho thấy Phan Thanh đã cộng tác với "L'écho Annamite", khi ông còn đang chuẩn bị cộng tác với Phan Văn Trường và Nguyễn An Ninh.
Khi ra Hà Nội cũng như khi hoạt động trong Mặt trận Dân chủ, Phan Thanh còn được cho là đã viết bài cho nhiều tờ báo, gồm các báo tiếng Pháp như "Le Travail" (Lao động), "L'avant Garde" (Tiền phong), "Rassemblement" (Tập hợp), "Notre Voix" (Tiếng nói của chúng ta), "Demain" (Ngày mai), "En avant" (Tiến lên) hay các báo tiếng Việt như "Dân chúng", "Tin tức", "Thời thế", "Đời nay". Nguyễn Vỹ còn cho thêm tờ "Le Peuple" vào danh sách này. Ngoài ra, theo tài liệu của Chánh mật thám Pháp Sogny, Phan Thanh còn có bài đăng trên báo "La Vie Républicaine" đả kích chỉnh phủ Nam triều. Cũng trong báo cáo của Sogny, Phan Thanh đã từng cùng Nguyễn Đan Quế, Nguyễn Xuân Các (chủ nhiệm và quản lý) và Phan Đăng Lưu, Tôn Quang Phiệt, Nguyễn Khoa Văn, Bùi San,... thảo luận về việc tổ chức lại báo "Dân" của Nguyễn Đan Quế vào tháng 6 và tháng 9 năm 1938; cũng như dành tiền ủng hộ cho quỹ báo Notre Voix (tuần báo của Đảng Cộng sản Đông Dương).
Đặc biệt, khi tham gia Đảng Xã hội Pháp, ông cùng với Trần Đình Tri, Phan Tư Nghĩa và các đồng chí người Pháp của mình đứng ra xuất bản tờ "Demain" (Ngày mai), cơ quan ngôn luận chính thức của chi nhánh Đảng tại Bắc Đông Dương, vào tháng 11 năm 1938, trong đó tuyên bố: "Demain là tờ báo của những người có thiện chí, của tất cả những người yêu chuộng công lý và nhân loại."

## Đảng viên Đảng Xã hội
Đảng "Section Française de l'Internationale Ouvrière – SFIO" ("Chi bộ Pháp của Quốc tế Công nhân", tiền thân của Đảng Xã hội Pháp ngày nay) đã cho thành lập Chi nhánh Trung Bắc Kỳ và đặt trụ sở tại Hà Nội vào tháng 1 năm 1926. Lúc đầu chi nhánh chỉ gồm đảng viên người Pháp. Sau khi Mặt trận Bình dân (do liên minh cánh tả trong đó có đảng này thành lập) thắng cử tại Pháp, SFIO đã chủ trương cho chi nhánh Bắc Đông Dương kết nạp thêm cả người Việt. Phan Thanh là một trong những người Việt đầu tiên tham gia và nhanh chóng trở thành một đảng viên uy tín. Tháng 7 năm 1938, tại Đại hội lần thứ hai SFIO, ông được cử làm Phó Thư ký Chi nhánh Bắc Đông Dương, đồng thời được bầu làm Thư ký Chi đảng Hà Nội.
Năm 1938, ông là một trong những đại diện của SFIO, phối hợp cùng với nhóm "Tin tức" (cơ quan ngôn luận công khai của Đảng Cộng sản Đông Dương), tổ chức thành công buổi kỷ niệm ngày Quốc tế Lao động 1 tháng 5 tại Nhà Đấu xảo Hà Nội với hơn 2000 người tham gia. Trong năm đó, nhóm Tin tức muốn đề nghị cùng SFIO thành lập một "ban hành động chung". Theo tài liệu mật thám ngày 19 tháng 5 năm 1938, việc này đã không nhận được sự đồng tình của nhiều thành viên, duy chỉ có Louis Caput (thư ký chi nhánh Bắc Đông Dương) và Phan Thanh là tán thành. Được hai người thuyết phục, Ban chính trị SFIO đã đồng ý thành lập "Ban liên lạc giữa Chi nhánh Đảng SFIO, nhóm Tin tức và tất cả các hội ái hữu lao động", thỏa thuận hành động chung về những vấn đề cụ thể khi cần thiết.
Dưới tư cách đảng viên Đảng Xã hội, Phan Thanh đã tham gia nhiều hoạt động, trong đó có việc cứu trợ những phụ nữ, trẻ em Trung Hoa – nạn nhân cuộc chiến tranh xâm lược của Nhật Bản vào tháng 12 năm 1938; tham gia phát hành báo "Demain", cơ quan ngôn luận của chi nhánh SFIO (ra mắt tháng 11 năm 1938); đề xuất thành lập tổ chức Đoàn Thanh niên Xã hội. Sau khi chính quyền thực dân triển khai việc đàn áp các nhân vật đấu tranh dân chủ, theo tài liệu mật thám Pháp, tại hội nghị chi đảng SFIO vào tháng 3 năm 1939, Phan Thanh đã được giao nhiệm vụ chủ trì việc hoàn chỉnh hồ sơ về "tình hình đàn áp khủng bố ở Đông Dương", thông qua Caput mang về Pháp để gửi đến các cơ quan của Đảng Cộng sản Pháp và các đảng Xã hội, qua đó "gây một phong trào phản kháng ngay tại chính quốc".
Theo Nguyễn Đình An, việc Phan Thanh gia nhập Đảng Xã hội Pháp là nhằm tạo vị thế hợp pháp, nâng cao uy tín và mở rộng các mối quan hệ, đảm bảo cho các hoạt động vì dân chủ, dân sinh công khai của ông. Hoạt động trong Đảng Xã hội, Phan Thanh đã có nhiều cơ hội tiếp xúc và hợp tác với những người cộng sản, đảm nhận vai trò "cầu nối vững chắc giữa những người Xã hội, những người Cộng sản và dân chúng cần lao".

## Hội Truyền bá Quốc ngữ
Cuối năm 1937, Trường Chinh và Hoàng Quốc Việt trao đổi với nhau về tầm quan trọng của việc truyền bá chữ Quốc ngữ. Hai ông quyết định mời Nguyễn Văn Tố, một học giả Bắc Hà có uy tín cao, và Phan Thanh, giáo sư trường Thăng Long, lúc đấy đã là Nghị viên Viện Dân biểu Trung Kỳ, đứng ra đảm nhận việc này. Sau khi có chủ trương, Phan Thanh được Xứ ủy Bắc Kỳ giao cùng với Trần Huy Liệu, Võ Nguyên Giáp, Đặng Thai Mai đứng ra vận động thành lập Hội Truyền bá Quốc ngữ, đồng thời cũng phụ trách dự thảo Điều lệ Hội.
Ngày 25 tháng 5 năm 1938, Ban Trị sự lâm thời Hội Truyền bá Quốc ngữ tổ chức buổi diễn thuyết cổ động thành lập Hội tại Hội quán Thể thao Việt Nam (CSA), có sự tham gia của hơn 1000 người. Tại buổi diễn thuyết này, Phan Thanh đứng ra trình bày tình trạng khốn khổ của việc học hành ở Việt Nam, tỷ lệ ngu dốt, sự tai hại của nạn thất học, cùng mục đích và phương pháp hoạt động của Hội. Ông cho rằng: "Trường học phải đem đến các túp lều tranh, các xưởng máy một chút ánh sáng hiện dang còn là độc quyền của thiểu số! Quần chúng cần lao đau thương có quyền được hưởng ảnh sáng ấy".
Trở thành Tổng Thư ký kiêm Trưởng ban Cổ động của Hội Truyền bá Quốc ngữ, Phan Thanh đã cùng Nguyễn Văn Tố và Ban Trị sự xây dựng Hội trong những ngày đầu. Với vị thế, kinh nghiệm và các mối quan hệ của mình, ông đã tranh thủ được sự ủng hộ và đối phó đúng mực với những mưu toan của chính quyền, đồng thời tìm được sự đồng thuận của mọi người thuộc các tầng lớp, xu hướng chính trị khác nhau để cùng lo chung cho hoạt động của Hội. Sau này, trong các chuyến đi vào Sài Gòn, Phan Thiết, Quy Nhơn, Đà Nẵng, Huế, Phan Thanh đã tận dụng tranh thủ diễn thuyết, tuyên truyền cho hoạt động của Hội, kêu gọi xóa mù chữ, cũng như về việc mở các chi nhánh ở địa phương này.
Nguyễn Văn Tố, đại diện của Hội Truyền bá Quốc ngữ, trong tang lễ Phan Thanh đã nhắc đến ông trong vai trò Tổng Thư ký Hội: "Từ nay tên Phan Thanh sẽ không bao giờ tách khỏi sự nghiệp của Hội chúng tôi. Ông là một trong những người sáng lập Hội, đồng thời là một trong những thành viên tận tụy, năng động nhất của Ban Trị sự lâm thời..."

## Hoạt động nghị trường

### Ứng cử vào Viện Dân biểu Trung Kỳ
Năm 1936, nhân dịp Mặt trận Bình dân đắc cử tại Pháp, Đảng Cộng sản Đông Dương đã thành lập Mặt trận Nhân dân Phản đế Đông Dương (về sau đổi thành Mặt trận Dân chủ Đông Dương). Sau sự thắng cử của Trịnh Văn Phú – một người của nhóm Le Travail – vào Viện Dân biểu Bắc Kỳ, Đảng Cộng sản Đông Dương có chủ trương đưa người của Mặt trận vào các viện dân biểu, hội đồng thành phố, các cơ quan thảo luận chính trị và kinh tế địa phương. Viện Dân biểu Trung Kỳ[b] (Chambre des Représentants du Peuple de l'Annam) là mục tiêu đầu tiên của chiến dịch này.
Trong cuộc vận động này, một việc quan trọng đối với Xứ ủy Trung Kỳ là lựa chọn người ra ứng cử thích hợp, bên cạnh việc cảm tình với Đảng, còn phải có năng lực tập hợp, tổ chức lực lượng dân chủ ngay trong Viện. Phan Thanh được Đảng bộ Quảng Nam xem là người có khả năng đảm đương trách nhiệm trên. Tuy nhiên, theo quy chế ứng cử thì Phan Thanh, do đã từng bị sa thải khỏi ngành giáo dục và mất quyền công dân nên không đủ điều kiện. Trong khi đó, phái Ngô Đình Diệm do mâu thuẫn với phái Phạm Quỳnh nên đã quyết định hợp tác với những người cộng sản, đồng ý đưa Hà Đằng lên làm Viện trưởng, đồng thời cũng nhận lời giải quyết khó khăn của Phan Thanh. Không lâu sau, Tổng đốc Quảng Nam Ngô Đình Khôi (anh của Ngô Đình Diệm) ra quyết định khôi phục quyền công dân cho Phan Thanh.
Đủ tư cách ứng cử, Phan Thanh nộp đơn ứng cử vào hạt I: Hòa Vang, Đại Lộc của tỉnh Quảng Nam ở tuổi 29, hơn quy định tối thiểu 1 tuổi. Ông được bầu với số phiếu cao nhất trong 4 người ứng cử tại hạt và trúng cử ngay vòng đầu.[c]

### Chương trình hoạt động
Trong số 5 (17 tháng 7 năm 1937), báo "Sông Hương tục bản" nhân danh phe Bình dân, cho đăng bản "Chương trình của chúng tôi". Đây là chương trình tranh cử tối thiểu do Xứ ủy Trung Kỳ của Đảng Cộng sản Đông Dương soạn thảo ra nhằm hướng dẫn cho toàn bộ cuộc vận động, đồng thời cũng nêu lên các mục tiêu cải cách. Sau khi Phan Thanh đắc cử, báo Thời thế số 1 (30 tháng 10 năm 1937) do Trần Đình Tri chủ bút đã cho đăng toàn văn "Chương trình hành động của Dân biểu Phan Thanh", trong đó cụ thể, chi tiết hóa và sắp xếp lại nội dung của "Chương trình của chúng tôi". Bản chương trình này gồm 5 phần chính, theo thứ tự là: chính trị, pháp luật, tài chính, kinh tế và xã hội; trong đó nêu ra nhiều mục tiêu: mở rộng quyền hạn của Viện Dân biểu, mở rộng chế độ bầu cử, yêu cầu tự do hội họp, tự do ngôn luận, tự do đi lại trong nước và ngoài nước, tự do lập chính đảng, giảm bớt thuế đinh, thuế điền thổ, miễn thuế năm mất mùa, thi hành chính sách di dân, khai hoang, chấn chỉnh nghề nông... và các mục tiêu xã hội: bỏ chế độ bản xứ, mở rộng giáo dục, mở thêm nhà thương, yêu cầu tự do nghiệp đoàn,...
Bên cạnh đó, còn một công việc Phan Thanh phải thực hiện, đó là thuyết phục Hà Đằng – người được phe "Bình dân" và phe Ngô Đình Diệm ủng hộ làm Viện trưởng – đưa chương trình tối thiểu của Mặt trận vào bài diễn văn Viện trưởng đọc khi nhậm chức. Sau khi trao đổi với Hà Đằng, Phan Thanh đã viết thành bài diễn văn nhậm chức Viện trưởng để lại cho ông.
Ngày 3 tháng 11 năm 1937, Đại hội đồng Viện Dân biểu Trung Kỳ khai mạc. Phan Thanh cùng Huỳnh Văn Trân được bầu làm đại biểu của Viện đi dự Đại hội đồng Kinh tế - Tài chính Đông Dương. Hà Đằng được bầu làm Viện trưởng. Ngày 4 tháng 11, Viện trưởng Hà Đằng tuyên bố khai hội và đọc diễn văn cảm ơn. Ông đã đọc bài diễn văn do Phan Thanh và Mặt trận Bình dân soạn thảo, thay vì đọc bài do nhóm của Ngô Đình Diệm chuẩn bị. Trong hồi ký, Phan Nhụy nhớ lại: "Đúng là bài của ta. Chúng tôi sung sướng, phe đại diện chính quyền ngạc nhiên, phe Ngô Đình Diệm nhìn nhau trợn mắt." "Chương trình" mà Xứ ủy Trung Kỳ đề ra đã trở thành đường hướng thảo luận và chất vấn trong kỳ Đại hội Viện Dân biểu Trung Kỳ năm 1937.

### Khóa họp Viện Dân biểu Trung Kỳ năm 1937
Khóa họp thường niên của Viện Dân biểu Trung Kỳ khai mạc vào 3 tháng 11, bế mạc vào chiều ngày 10 tháng 11 năm 1937. Tại buổi họp đầu tiên ngày 3 tháng 11, Viện đã thảo luận và cho thành lập 7 tiểu ban, trong đó Phan Thanh và Nguyễn Đăng Quế là báo cáo viên của Tiểu ban thứ tư: phụ trách thảo luận về các thỉnh cầu.
Sáng ngày 6 tháng 11, Phan Thanh là người đứng ra phát biểu đầu tiên, chất vấn Thượng thư Bộ Lại Thái Văn Toản về "Dụ số 45".[d] Việc này tiếp tục được nhắc đến vào chiều hôm sau, trong đó Phan Thanh chất vấn về việc thi hành sai quy định của "Dụ số 45" về bầu cử do vua Bảo Đại ban hành. Khi Thái Văn Toản lấy lý do rằng "ở ngoài Bắc thì dễ dàng hơn nhưng chật hẹp hơn, chỉ có chánh phó hương hội mới được đi bầu", Phan Thanh trả lời: "Tôi tưởng ngoài Bắc bầu cử chật hẹp hơn không phải là cái lý để [Trung Kỳ] thi hành không đúng Dụ số 45." Trong buổi họp về vấn đề thuế, Phan Thanh chất vấn Chánh phòng Nhì Pháp Mouchard, người đứng về phía chính quyền không chịu giảm thuế với lý do "bây giờ thì khác", cho rằng: "Khác là khác làm sao? Tôi tưởng lúc này là lúc dân chúng khốn đốn vì đồng bạc bị phá giá, thì chính là lúc chính phủ nên giảm thuế cho dân." Chiều cùng ngày, ông phát biểu ý kiến phản đối việc Bộ Lại ra quy định cấm sách báo ở Trung Kỳ. Phan Thanh đã công khai phê phán nhà cầm quyền với lý do "làm trở ngại cho việc học vấn" và đòi nghiêm phạt những kẻ lạm quyền, tạo được sự đồng thuận cao của nhiều dân biểu.
Phiên họp ngày 10 tháng 11, Phan Thanh đọc báo cáo của Tiểu ban thỉnh cầu, tóm lược 13 trong số 154 bản thỉnh cầu được gửi tới Viện, làm thỉnh cầu chung của Viện đưa ra thảo luận. Trong bài phát biểu, ông mong muốn Chính phủ xét kỹ những thỉnh cầu cải cách Viện đưa ra, với lý do "là cần thiết để nâng cao dân sinh và dân trí", và để chúng "không chỉ là những thỉnh cầu suông":
| “ | Một điều đáng lưu ý là những thỉnh cầu do các bạn đồng nghiệp hoặc Tiểu ban chúng tôi thảo ra có mật thiết đến sinh hoạt của dân chúng lao khổ... đều được Viện hoàn toàn tán thành. Thỉnh cầu có hiệu quả hay không, điều đó ở Chính phủ. Nhưng chúng ta có thể nói rằng: trong khi làm việc chúng ta không quên ý nguyện của dân chúng đã bày tỏ trong ngót 60 bức thư và điện tín gửi đến Viện trong mấy ngày nay. | ” |

### Đại hội đồng Kinh tế – Tài chính Đông Dương 1937
Sau khi kết thúc kỳ họp Viện Dân biểu Trung Kỳ (10 tháng 11 năm 1937), Phan Thanh và Huỳnh Văn Trân, 2 thành viên của Mặt trận Dân chủ Đông Dương, trở thành những đại diện của Viện tham dự khóa họp năm 1937 của Đại hội đồng Kinh tế – Tài chính Đông Dương (Grand Conseil des Intérêts économiques et financiers de l'Indochine).[e] Những ngày này, hai ông đã thực hiện công việc chuẩn bị, điều tra, thu thập dân nguyện, đồng thời cũng bàn bạc phối hợp với nhau về những hành động tại kỳ họp trước mắt.
Ngày 2 tháng 12 năm 1937, Đại hội đồng Kinh tế – Tài chính Đông Dương khai mạc tại Đại giảng đường Viện Đại học Đông Dương, Hà Nội; Ballous được bầu làm Chủ tịch Đại hội đồng. Ba ủy ban được thành lập, gồm Ủy ban Ngân sách, Ủy ban các vấn đề linh tinh (Commission des affaires diverses) và Ủy ban Thỉnh cầu, trong đó Phan Thanh và Huỳnh Văn Trân đều đăng ký tham gia trong ủy ban đầu tiên.
Trong kỳ Đại hội đồng kéo dài gần 3 tuần, Phan Thanh và Huỳnh Văn Trân đã đề cập đến nhiều vấn đề về thuế, tài chính, cũng như giáo dục, y tế, bưu chính, hỏa xa, lao động... Những nội dung hoạt động chính của hai ông bao gồm:
- Phát biểu về tình trạng khan hiếm sợi và đề nghị nới rộng việc nhập khẩu sợi để giải quyết khóa khăn cho ngành dệt may.
- Cùng Huỳnh Văn Trân trình bày những bất cập của chính sách muối đối với người sản xuất và đưa kiến nghị về cải cách chế độ thuế điền.
- Tường trình những khuyết điểm của lối đánh thuế thuốc lá hiện hành và đề xuất lối đánh thế mới cho thuốc.
- Phản đối việc tăng thuế xuất cảng bắp để khuyến khích trồng bắp.
- Nêu vấn đề bảo hộ nội hóa với ngành thủy tinh Việt Nam.
- Đưa ra các thỉnh cầu về chính sách tài chính để giải quyết tình hình số tiền trả nợ và phụ cấp cho chính quốc chiếm quá cao trong công quỹ.
- Đề nghị giảm khó khăn cho việc mở trường tư.
- Chất vấn về tình trạng chưa thi hành đầy đủ Luật Lao động, thợ bị chủ áp bức và chưa được tự do lập nghiệp đoàn. Ông phê phán một đồng nghiệp khi dùng từ "bất trị" để chỉ cuộc đình công của công nhân ở Sở Hoả xa tại Vinh năm 1937.[35]
- Tán thành các thỉnh cầu về lương bổng viên chức và đề nghị tăng lương cho các ngạch trung đẳng và hạ đẳng.

Trong kỳ họp, tổng cộng Phan Thanh và Huỳnh Văn Trân đã đưa ra 11 điều thình cầu (trên tổng 122 thỉnh cầu của tất cả các ủy viên). Tất cả các thỉnh cầu của hai ông đều được thông qua. Một trong số đó là thỉnh cầu về việc phá bỏ các nhà ngục và thay thế bằng các xưởng làm việc, để ở đó các phạm nhân được hưởng một chế độ nhân đạo hơn. Ông phát biểu rằng:
| “ | ...Tôi xin bỏ các nhà ngục vì những nhà ngục ấy trái với nhân đạo. Bỏ tù tội nhân, giam họ, bắt họ làm khổ sai điều đó có thể hiểu được. Nhưng bắt họ chết mòn trong các nhà ngục ghê gớm ấy thì tôi hết sức công kích. Tôi tin quả quyết rằng tội một phạm nhân, nhưng nguyên nhân sâu xa của tội ấy là ở cái xã hội bất an toàn của chúng ta. | ” |

Bên cạnh đó hai ông còn ký vào năm bản thỉnh cầu do những nghị viên khác đề xuất. Trong kỳ Đại hội đồng, Phan Thanh đã thể hiện khả năng hùng biện bằng tiếng Pháp của mình. Thống sứ danh dự Tissot, một thực dân lão làng, đã nói với ông: "Anh bạn đồng nghiệp trẻ tuổi ơi, tôi không tán thành ý kiến của anh, nhưng tôi khen ngợi lời lẽ anh đấy!" Cuối kỳ họp, Phan Thanh được bầu vào Phân ban Bắc của Ủy ban Thường trực Đại hội đồng; Huỳnh Văn Trân được cử tham gia Ủy ban Thuộc địa Trung ương. Đại hội đồng bế mạc vào ngày 20 tháng 12 năm 1937.